# Cató el Vell, De la vellesa
Cató el Vell, De la Vellesa (en llatí: Cato Maior, De senectute) és una obra filosòfica de Ciceró escrita a finals de l'any 45 i principis del 44 aC, simulant un diàleg entre Cató el Vell —personatge que dona el títol a l'obra— amb els joves Escipió Emilià i Leli. El llibre s'articula, doncs, com una apologia de la vellesa, en la qual es defensen els beneficis que aquesta aporta, les possibilitats que ofereix i el camí recte que cal seguir per viure-la amb felicitat. De fet, l'objectiu de l'obra és la justificació antitètica entre els conceptes senectut i malaltia.
Cal destacar, però, que la naturalesa del mateix tractat fuig dels manuals mèdics i aprofundeix dins una literatura que lloa la maduresa de l'ésser humà. Tanmateix, no és d'estranyar que Ciceró, tenint la cultura com un bé pròxim, conegués i projectés dins els diàlegs del De senectute part dels seus coneixements tècnics sobre la matèria.

## Context
Només un any abans de la mort de Ciceró, l'any 44 aC, el Cato Maior De senectute va ser escrit. Podem, doncs, entendre aquest tractat filosòfic com un dels darrers testimonis de l'autor. És per aquest motiu que l'obra adquireix un caràcter, en certs passatges, autobiogràfic. Cal destacar que al De divinatione, per exemple, s'explica que el De Senectute ja ha estat acabat. D'altra banda, a les Epistulae ad Atticum s'han fet interpretacions sobre la referència que queda manifestada a la dictadura de Cèsar i no pas a la seva mort. Per tant, la redacció del Cato Maior, alternada al mateix moment d'escriptura amb la del De divinatione, segurament va ser abans de l'assassinat de Juli Cèsar durant les idus de març.

## Estructura
El De senectute esdevé, de fet, un tractat en contra de les idees preconcebudes sobre la fatalitat de la vellesa i les limitacions que pot suposar l'edat per tenir una vida plaent. Iniciant-se el text amb una presentació introductòria, el personatge de Cató, alter ego de Ciceró, explica a Escipió i a Leli les virtuts de la vellesa en quatre apartats principals, les quals acaben finalitzant amb unes reflexions i una conclusió.

### Inici del diàleg: (4-14)
- Fonamentacions: (4-9)
- Exemples: (10-14)

### Acusacions sobre la vellesa: (15-76)
- La manca d'activitat: (15-26)
- La pèrdua de la força: (27-38)
- La privació del plaer: (39-56)
- La mort: (66-76)

## Estil

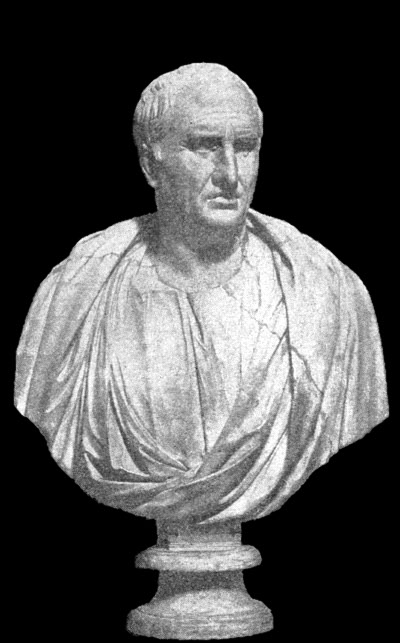
Bust de Marc Tul·li Ciceró

L'obra pretén alliberar al lector els prejudicis de la senectut i guiar-lo a través de la naturalesa, és per aquest motiu que l'estil del text s'amara d'un entusiasme vital i adquireix una voluntat educativa escapant de la severitat. És, de fet, a partir de l'experiència que es presenta el caràcter pedagògic del text. Així doncs, Ciceró rebutja els tòpics i els intenta desmentir, desvincula els conceptes negatius sobre la gent gran i n'elogia les virtuts.

## Temes i contingut
En el diàleg De senectute Cató, un home madur, juntament amb Escipió Emilià i Leli —els quals actuen com a deixebles d'aquest— encoratja a les persones ancianes i a les que ho seran pròximament. Cató aconsegueix dissipar els prejudicis de l'edat madura i aconsella treballar i viure com una persona vella, lloar l'autoritat de la gent gran sobre la resta, tenir culte a la llar i actuar correctament. De fet, el text es desenvolupa amb una destacada presència del patriotisme, la prudència i la saviesa.
Quatre són els temes principals que Ciceró intenta desmentir sobre la vellesa: la marginalitat, la debilitat, la privació dels plaers i la mort.

### La marginalitat
Ciceró relaciona directament aquest concepte amb l'envelliment. Destaca la importància del consell dels ancians i la seva autoritat, però també sobre el desgast psicològic i la necessitat d'exercitar el cervell per no estar mentalment deteriorat. A tall d'exemple, Cató, el personatge principal de l'obra, decideix aprendre grec sent un vell. Lloa, com a model de vellesa activa, les figures de Sòcrates i de Soló. Així doncs, a part de defensar la ment àgil també destaca la importància d'un cos cuidat (utilitzant com a pretext que l'habilitat física d'una persona gran està condicionada per l'ús correcte o abusiu que s'ha fet del cos durant la joventut).

### La debilitat
Seguint la temàtica anterior, Ciceró intenta reforçar la contraposició de vellesa amb el concepte de malaltia. Així doncs, el benestar físic i mental de les persones grans dependrà de l'activitat constant d'aquestes per estar sanes. Tanmateix, destaca que un dels valors més importants per tenir una bona salut és la moderació i no pas l'excés o la passivitat.

### La privació dels plaers
Les dificultats fisiològiques, l'anafrodísia i la manca de plaer del menjar i la beguda són presentats com excuses i no pas realitats de la vellesa. Tanmateix, les limitacions de l'edat són presentades amb respecte i, Ciceró, en conseqüència, elogia les qualitats pròpies de l'edat madura, com són la conversa, l'agricultura, el desig pels jocs o la pròpia autoritat dels vells. Així doncs, les mancances de l'edat s'equilibren amb nous beneficis. Finalment també comenta el concepte de l'avarícia de l'home vell.

### La mort
Aquest tema tanca el discurs amb un positivisme i tranquil·litat mental lloables. La mort és presentada com un concepte que no s'ha de témer, sinó menysprear. Compara els desitjos de viure del jove amb l'experiència viscuda pel vell. Així doncs, amb tranquil·litat s'apropa a la mort i la burla perquè defensa que l'ànima és immortal i que la naturalesa ho regula tot.

## Personatges
El Cato Maior s'estructura a partir de tres personatges principals que dialoguen sobre la naturalesa de la senectut. En primer lloc tenim Cató, personatge principal de l'obra, amb una edat de 84. Ell, doncs, protagonitza el diàleg i esdevé l'autor real del discurs. La seva veu es manifesta plena d'intel·lecte, integritat i gran cura dels mos maiorum. Seguidament trobem els dos deixebles amb els quals el diàleg avança: Escipió Emilià "L'Africà", personatge de 35 anys, presentat com un aristòcrata hel·lenitzat, amb un fort valor militar i diplomàtic i Leli, de 40 anys, presentat amb grans coneixements polítics. Les veus contraposades dels personatges nodreixen, per tant, el diàleg i converteixen Cató com a mentor dels dos joves amb una veu plena d'experiència i sentit de la raó.